# Trachycardium muricatum
Trachycardium muricatum är en musselart som först beskrevs av Carl von Linné 1758.  Trachycardium muricatum ingår i släktet Trachycardium och familjen hjärtmusslor. Inga underarter finns listade i Catalogue of Life.